# دهرادون
دَهْرَدُون (بالهندستانية: دہرہ دون)، بوزن فَعْلَلُون، عاصمة ولاية أتراكند في شمالي الهند وكبرى مدنها. وهي مركز عمالة دهردون من قسم كروال. وهي بوادي دون في سفح جبال هملاية على 236 كيلومتر من نودلهي. 
وهي إحدى مناطق العاصمة الوطنية التي يجري تطويرها كمركز بديل للنمو للمساعدة في تخفيف الهجرة وانفجار السكان في منطقة دلهي العمرانية وإنشاء مدينة ذكية فيها. تقع بين نهر الغانج في الشرق ونهر يمونا في الغرب. تشتهر المدينة بالمناظر الطبيعية الخلابة ومناخها ألطف قليلا ويوفر بوابة للمنطقة المحيطة بها. وهي قريبة من الوجهات السياحية في جبال الهيمالايا مثل موسوري وأولي والمدينتين الهندوسيتين المقدستين هاريدوار وريشيكيش إلى جانب وجهة الحج في الهيمالايا تشوتا شار دهام.
تستضيف المدينة مؤسسات تدريب ذات أهمية وطنية مثل الأكاديمية العسكرية الهندية، أكاديمية إيتبب وأكاديمية إنديرا غاندي الوطنية للغابات (IGNFA)، المسح الحيواني للهند (ZSI). ويشكل موظفو الحكومة قسما كبيرا من سكان المدينة. وهي موطن لمؤسسات وطنية مثل مصنع الذخائر في دهرادون، مصنع الإلكترونيات البصرية، مؤسسة بحوث وتطوير الآلات (IRDE)، مختبر تطبيقات الالكترونيات الدفاعية (DEAL) وغيرها من المؤسسات الدفاعية. ومن المؤسسات الأخرى فيها المعهد الهندي للبترول والمعهد الوطني للمعوقين بصريا والمعهد المركزي للبحوث والتدريب في مجال التربة والمياه وحفظ المياه وشركة النفط والغاز الطبيعي (معهد كيشافا ديفا مالفيا لاستكشاف البترول ومعهد تكنولوجيا الحفر) ومركز أوتاراخاند للتطبيقات الفضائية، مركز مسح الهند، معهد واديا لجيولوجيا الهيمالايا، مسح الغابات في الهند (FSI)، المجلس الهندي للبحوث الحرجية والتعليم (ICFRE)، المعهد الهندي للاستشعار عن بعد، معهد الحياة البرية في الهند، معهد بحوث الغابات (FRI)، كلية طلاب الجيش وكلية راشتريا العسكرية الهندية (RIMC).
شركة دهرادون البلدية معروفة محليا باسم نكر نيغام دهرادون. ومن بين الكيانات الحضرية الأخرى المشاركة في الخدمات المدنية وإدارة المدن هيئة تنمية موسوري دهرادون، وهيئة تنمية المناطق الخاصة، وجال سانسثان، وجال نيغام وغيرها. تعرف دهرادون أيضا بأرز البسمتي ومنتجات المخابز.